# Призрак (Юри Ватанабэ)
Призрак (англ. Wraith), настоящее имя Юрико «Юри» Ватанабэ (англ. Yuriko "Yuri" Watanabe) — героиня американских комиксов издательства Marvel Comics, которая ранее работала в полиции Нью-Йорка и была одной из союзниц Человека-паука, однако, разочаровавшись в судебной системе, в конечном итоге стала городским линчевателем.

## История публикаций
Юри Ватанабэ дебютировала в The Amazing Spider-Man #600 и была создана Дэном Слоттом и Джоном Ромитой-младшим. Её альтер эго Призрака появилось в The Amazing Spider-Man #663.

## Биография
Юри Ватанабэ была капитаном Департамента полиции Нью-Йорка и союзником Человека-паука, как и её подруга и наставница Джин Девулфф. В какой-то момент она серьёзно разочаровалась системой правосудия и действиями полиции, которые оказались не в состоянии справиться с влиятельными и богатыми преступниками, способными всегда найти способ избежать ответственности за свои преступления.
В городе появился новый линчеватель по прозвищу Призрак, преследовавший преступный синдикат Мистера Негатива. Во время одного из столкновений Призрак сняла маску, под которой было лицо Девулфф, однако впоследствии выяснилось, что это была одна из масок Хамелеона, украденных из улик полиции. В дальнейшем стало понятно, что под маской Призрака скрывалась Юри, выдававшая себя за призрак Девулфф, чтобы посеять страх в глазах преступников Нью-Йорка, используя костюм, имитирующий движения и перемещения Человека-паука для достижения желаемых результатов.
Призрак сопровождала судебно-медицинского эксперта Карли Купер во время визита в Гранд Тауро, где они преследовали финансиста преступного мира Антуана Морана в поисках информации о секретном банковском счете Превосходного Человека-паука. Карли и Призрак выследили Моранта, который из страха уничтожил какие-то документы. Карли нашла один из документов и обнаружила, что всё оборудование и технологии Превосходного Человека-паука оплачивалось с использованием секретного счёта, что сделало Карли на один шаг ближе к поиску необходимых доказательств для установления личности нового Человека-паука.
После того, как Карли была похищена Королём гоблинов, Юри направилась к Отто, в надежде выявить местоположение Карли. Она противостояла Отто во время нападения Нации гоблинов, в ходе которой была нокаутирована преобразовавшейся Карли. Затем она помогла Мстителям и их союзнику Кардиаку против Рыцаря-гоблина, заручившись поддержкой Питера Паркера, который в конечном итоге освободил своё тело от сознания Отто.
В сюжетной линии Spiral вера Юри в систему правосудия была окончательно подорвана, когда криминальный авторитет Могильщик, ранее застреливший одного из её друзей во время перестрелки с полицией, вышел из тюрьмы. Она получила доказательства от Мистера Негатива касательно того, что судья Хауэлл, ответственный за освобождением Могильщика, получил ответную услугу, что позволило арестовать судью после получения дополнительных доказательств со стороны Призрака и Человека-паука. Ватанабэ продолжила получать информацию от Мистера Негатива о месте встреч крупных криминальных авторитетов, таких как Кувалда и второй Король гоблинов, останавливая их при поддержке Человека-паука.
Человек-паук обратил внимание на чрезмерную жестокость девушки и пришёл к выводу, что Мистер Негатив использовал её. Его версия подтвердилась, когда Мистер Негатив начал захватывать территории заключённых в тюрьму конкурентов и попытался выставить Призрака убийцей. Когда Хауэлл умер в тюрьме от ножевого ранения, начальник Юри конфисковал её значок и уволил из полиции. После столкновения с Цирком преступности она осознала, что её действия играют на руку Мистеру Негативу, после чего убила одного из его людей, заявив, что «полицейского Ватанабэ» больше не существует, а на её месте остался лишь Призрак. Когда она попыталась убить Мистера Негатива, Человек-паук попытался убедить её пересмотреть свои взгляды на жизнь. Ватанабэ заявила, что убийство преступников приносит больше пользы, чем их арест, и напала на своего бывшего союзника. Тем не менее, Человек-паук нокаутировал её, а затем остановил и Мистера Негатива. Позже Человек-паук обнаружил, что Юри отказалась от своего костюма, но сохранила маску Призрака.

## Силы и способности
Призрак по большей части полагалась на технологии, конфискованные полицией у различных врагов Человека-паука, включая лицевую маску Джин Девулфф Хамелеона для сокрытия своей настоящей личности, разработанное Мистерио оборудование, и устрашающий газ Мистера Страха. Её основное оружие — жёлтые эластичные ремни, прикреплённые к её костюму, которые позволяют ей перемещаться по городу подобно Человеку-пауку и связывать своих врагов.

## Вне комиксов

### Телевидение
Юри Ватанабэ появляется в мультсериале «Человек-паук» (2017), где её озвучила Сумали Монтано.

### Видеоигры
- Юри Ватанабэ / Призрак является игровым персонажем в Spider-Man Unlimited (2014).
- Юри Ватанабэ является одним из второстепенных персонажей игры Spider-Man (2018)[12], где её озвучила Тара Платт[11]. Как и её классическая версия из комиксов, она является капитаном полиции Нью-Йорка и давним союзником Человека-паука, который помогает ему предотвращать различные преступления в Нью-Йорке, например захватить Кингпина в начале игры. Также Юри предстаёт квестодателем, поручая главному герою отремонтировать полицейские вышки[13]. В DLC Spider-Man: The City That Never Sleeps она оказалась эмоционально подавлена после неудачной попытки полиции и Человека-паука остановить Кувалду, которая окончилась гибелью её людей. Разочаровавшись в отсутствии прогресса в расследовании Человека-паука, она берёт дело в свои руки и решает жестоко отомстить криминальному авторитету. В попытках остановить Юри, Человек-паук, обратившись за помощью к Мэри Джейн Уотсон, обнаруживает, что Юри была полицейским в третьем поколении, а её отец оказался в тюрьме за получение взяток от Кувалды, после чего Юри посвятила всю свою карьеру тому, чтобы низложить криминального авторитета. Догнав Кувалду, Ватанабэ едва не убила его, однако Человек-паук перенаправил её выстрел. Отправленная в административный отпуск за свои действия, одержимая жаждой мести Юри ушла в подполье. Впоследствии она убила одного из главных силовиков Кувалды и использовала связанные с ним места преступления, чтобы привести Человека-паука к телу силовика, где она связалась со своим бывшим союзником, чтобы рассказать ему об уходе из полиции и становлении линчевателем, мотивируя своё решение несовершенством системы правосудия.
- Юри Ватанабэ появляется в игре Spider-Man 2 (2023)[14] Она становится городским линчевателем под псевдонимом Призрак, который полагается на жёсткие методы в борьбе с преступностью. Вместе с Человеком-пауком Ватанабэ противостоит религиозной секте поджигателей под названием «Пламя», возглавляемой её старым врагом. По окончании основного сюжета, Призрака можно встретить во время разборок с уличными бандами и симбиотами.